# C8H6O5
化学式C8H6O5（摩尔质量：182.131 g/mol）可能指：
- 密挤青霉酸（英语：Stipitatic acid）（柄状青霉酸），CAS号：4440-39-5
- 羟基苯二甲酸
  - 3-羟基邻苯二甲酸，CAS号：601-97-8 
  - 4-羟基邻苯二甲酸，CAS号：610-35-5 
  - 2-羟基间苯二甲酸，CAS号：606-19-9 
  - 4-羟基间苯二甲酸，CAS号：？
  - 5-羟基间苯二甲酸，CAS号：？
  - 羟基对苯二甲酸，CAS号：？

|  | 这个同类索引页列出了具有相同分子式的化学物（即同分異構體）条目。 除非您是有意链接至本页，否则应将相应条目的内部链接指向正确的条目。 |